# Eldtulpan
Eldtulpan (Tulipa fosteriana) är en art i familjen liljeväxter. Den förekommer från Centralasien (Pamir) till Afghanistan. Eldtulpan odlas i Sverige som trädgårdsväxt. Den växer på steniga sluttningar vid 1500 meter över havet. Arten har tidigare kallats fostertulpan.
Eldtulpan är en flerårig ört med lök och blir 40-45 cm hög. Stjälken är kraftig och luden. Bladen är 3-5, brett äggrunda, blådaggiga. Blomknopparna är spetsiga. Hyllebladen är orange till eldröda och öppnar sig helt eller som en skålform. Basfläcken kan vara rund eller kantig och varierar i färg från svart till gul, men annan kantfärg eller inte. Ståndarknapparna är mörkt violetta, längre än ståndarsträngarna. Arten blommar tidigt på våren.
Arten har använts infom tulpanförädlingen och dess selektioner och hybrider samlas i gruppen kejsartulpaner (Tulipa Fosteriana-Gruppen).